# Gersz Salwe
Gersz Salwe (Varsovia, 12 de diciembre de 1862-Łódź, 15 de diciembre de 1920) fue un ajedrecista polaco.

## Trayectoria como ajedrecista
En 1897, Salwe fue 2.º en el primer Campeonato de Łódź de Ajedrez. En 1898, ganó el Campeonato de Łódź. En 1903, quedó 4.º en Kiev (3.º Campeonato Nacional de Rusia, con victoria de Mikhail Chigorin).
Salwe alcanzó el cenit de su carrera en 1906, cuando ganó en San Petersburgo (4 °Campeonato Nacional de Rusia), por delante de Benjamin Blumenfeld y Akiba Rubinstein. En ese mismo año, sólo fue 4.º en Łódź (Cuadrangular). Asimismo fue 3.º en otro torneo en Łódź (Triangular). Además, quedó 6.º-7.º en Núremberg (15.º Kongresse des Deutschen Schachbundes ( Congreso de la DSB, torneo que empieza a organizar desde 1879 la Federación Alemana de Ajedrez, creada en 1877 tras la reorganizacón de las diferentes Federaciones existentes en el país anteriormente ), con triunfo de Frank James Marshall).
En el mismo año, jugó en el famoso 2.º Torneo de Ostende, en donde fue 3.º (fase I), 2.º (fase II), 2.º-3.º (fase III), 4.º (fase IV), y finalmente 5.º-6.º (fase final). La victoria fue para Carl Schlechter.
En 1907, fue 4.º en Łódź (cuadrangular). Ese mismo año, quedó 8.º en Ostende. Asimismo, logró ser 9.º en Carlsbad (victoria de Rubinstein). En 1907/08, fue 3.º-4.º, empatado con Yevgeni Znosko-Borovski , y por detrás de los vencedores Rubinstein y Simon Alapin en Łódź, en el 5.º Campeonato Nacional de Rusia.
En 1908, fue 13.º en Viena. En el mismo año, quedó 7.º-9.º en Praga. Asimismo, fue 2.º,por detrás de Marshall, en Düsseldorf (16 º Congreso de la DSB). Además, sólo fue 3.º, por detrás de Rubinstein y Marshall, en Łódź (Triangular). Ese mismo año, fue 2.º, por detrás de Alapin, en Varsovia.
En 1909, fue 8.º-10.º en San Petersburgo. El evento fue ganado por Emanuel Lasker y Rubinstein. En el mismo año, quedó 5.º en Vilna, 6.º Campeonato Nacional de Rusia, donde el vencedor fue Rubinstein.
En 1910, fue 11.º-14.º en Hamburgo (17.º Congreso de la DSB, triunfo para Schlechter). En 1911, sólo fue 17.º-18.º en Carlsbad (victoria de Richard Teichmann). Ese mismo año, fue 2.º-3.º con Alexander Flamberg, y por detrás de Rubinstein, en Varsovia. En 1912, fue 3.º en Varsovia. Ese mismo año, sólo fue 9.º-11.º en Bad Pistyan. Asimismo, quedó 10.º en Vilna (7.º Campeonato Nacional de Rusia, victoria para Rubinstein). Además, fue 3.º, por detrás de Yefim Bogoliubov y Flamberg, en Łódź. En 1913, ganó en Łódź. En 1914, volvió a ganar en Łódź. En 1913/14, fue 10.º-11.º en San Petersburgo (8.º Campeonato Nacional de Rusia, con victoria conjunta de Alexander Alekhine y Aron Nimzowitsch). Durante la Primera Guerra Mundial , fue 2.º en 1915, ganó en 1916, y quedó 2.º, por detrás de Rubinstein, en 1917, en Łódź.
Salwe jugó varios enfrentamientos en Łódź. En 1903, empató contra Rubinstein (+5 -5 =0). En 1904, perdió contra Rubinstein (=3 -5 +2). Ese mismo año, empató con Chigorin (+1 -1 =0). En 1905, ganó contra Jacques Mieses (+2 -1 =0). En 1906, perdió contra Chigorin (+5 -7 =4). En 1908, perdió frente a Rubinstein (+1 -3 =4). En 1909, ganó contra Gersz Rotlewi (+8 -5 =3). En 1910, perdió con Rotlewi (1 -3 =6). En 1913, perdió con Oldřich Duras (+0 -2 =2). En 1913, perdió con Bogoliubov (+3 -5 =2).
La mejor puntuación ELO estimada de Salwe fue 2644, que alcanzó en 1910, por lo que se le podía considerar en ese momento el 13.º mejor jugador del mundo.